# La Neige du coucou

La Neige du coucou est un moyen métrage français coécrit et réalisé en 1947 par Jean Gourguet.

## Synopsis
La découverte de l'amitié par un petit garçon.

## Fiche technique
- Réalisateur et producteur : Jean Gourguet
- Production : Services français de production
- Scénario : Pierre Chartier, Jean Gourguet
- Directeur de la photographie : Scarfiacio Hugo
- Musique : Édouard Flament
- Son : Louis Bogé
- Procédé : noir et blanc, 35 mm (positif et négatif), 1 x 1,37, son mono

## Fiche artistique
- Albert Parrain : Pinpin, le petit garçon
- Zizi Saint-Clair : Zizi